# Trambesòs
A Trambesòs Barcelona egyik villamoshálózata a háromból. A három vonalból álló hálózat hossza összesen 14 km. A forgalom 2004 május 8-án indult meg. A villamos igen hamar népszerű lett, 2010-ben már a három vonal össz-utasszáma 7 985 513 fő volt.

## Jövő
A jövőben tervezik, hogy a Diagonal sugárúton keresztül a villamoshálózatot összekötik a másik villamoshálózattal, így a két különálló szigetüzem teljes mértékben átjárhatóvá válik majd.